# Tiro libre (fútbol)

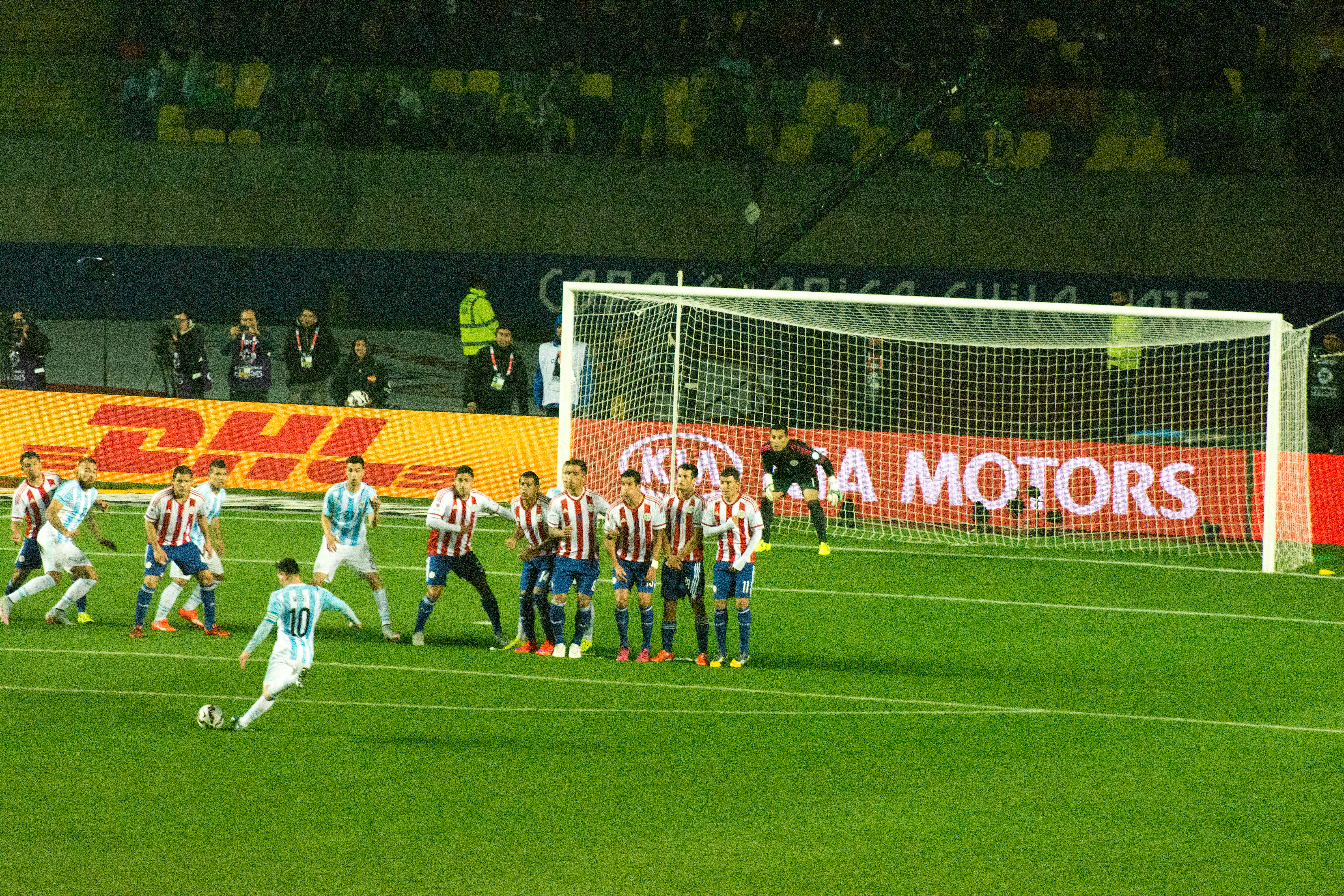
Lionel Messi ejecutando un tiro libre para la selección argentina ante Paraguay en la Copa América 2015.

En fútbol, un tiro libre es una forma de reanudar el juego tras una falta ocasionada por un jugador del equipo contrario. En este, la pelota deberá estar inmóvil a la hora del remate o pase, y el ejecutor no podrá volver a jugar el balón antes de que este haya tocado a otro jugador. En un tiro libre se pondrá una barrera, con un número de jugadores conformándola dispuestos por el portero, a 9,15 m (10 yardas) de donde se coloque el bocha
Existen dos tipos de tiro libre: el tiro libre directo es un lanzamiento directo a la portería del equipo contrario, a diferencia de un tiro libre indirecto, en el cual se debe hacer un cobro con pase a otro jugador. Para evitar que los jugadores de la barrera de defensa acorten mediante pequeños pasos la distancia que media hasta el tirador —y así perjudicarlo—, el árbitro puede señalar el correcto distanciamiento reglamentario mediante el empleo de un aerosol evanescente.
También se le dice:
Tiro libre: cuando el ejecutante puede decidir hacerlo directo o indirecto. 
Tiro indirecto: cuando está obligado a darle pase a un compañero.

## Tipos de tiro libre
Los tiros libres son directos e indirectos. Tanto para los tiros libres directos como los indirectos, el balón deberá estar inmóvil cuando se lanza el tiro y el ejecutor no podrá volver a jugar el balón antes de que este haya tocado a otro jugador.

### Tiro libre indirecto
El árbitro indicará un tiro libre indirecto levantando el brazo en alto por encima de su cabeza. Deberá mantener su brazo en dicha posición hasta que el tiro haya sido ejecutado y conservar la señal hasta que el balón haya tocado a otro jugador o haya salido del juego.
El gol será válido si el balón es tocado por dos jugadores antes de entrar en la meta (cabe resaltar que si el balón es tocado por un adversario o en su defecto el portero es válido). El 10 de octubre de 2017, durante la Clasificación de Conmebol para la Copa Mundial de Fútbol de 2018, en un partido de la jornada 18 en Lima entre Perú y Colombia, el jugador de Perú Paolo Guerrero lanzó un libre indirecto a portería, y fue gol, porque el portero colombiano David Ospina había tocado el balón, por eso fue válido el gol.(Antes que la pelota entre, contará como gol). Si se introduce directamente en la meta contraria un tiro libre indirecto jugado con el pie, se concederá saque de meta.
Según indica la Regla 12 de las Reglas del Juego oficiales de la FIFA para la temporada 2008/2009, el árbitro debe conceder un tiro libre indirecto al equipo contrario si el portero, dentro de su propia área de penalti, comete cualquiera de las siguientes infracciones:
- Controlar el balón con las manos durante más de seis segundos antes de soltarlo,
- Tocar el balón de nuevo con sus manos después de que lo ha soltado y antes de que haya sido tocado por otro jugador.
- Tocar el balón con las manos después de que un compañero de equipo se lo haya enviado con el pie deliberadamente.
- Tocar el balón con sus manos después de haberlo recibido directamente de un lanzamiento de un compañero de equipo.

También se concede un tiro libre indirecto al equipo contrario si, a juicio del árbitro, un jugador:
- Juega de una manera peligrosa.
- Obstaculiza el avance de un oponente.
- Impide que el portero suelte el balón de sus manos.
- Comete cualquier otra infracción que no se haya mencionado anteriormente en la Regla 12, por la cual se pare el juego por precaución o se envíe fuera del campo a un jugador.

Cómo estos tiros libres:
Curva, recto y centrado son tres

## Posición en el tiro libre

Ejemplo en vivo del tiro libre directo en el partido Suiza contra Ecuador.

### Tiro libre dentro del área penal
También llamado tiro de castigo, sucede cuando un arquero toca el balón con sus manos, proveniente de un pase con los pies intencionalmente de un jugador de su mismo equipo. Si el balón es entregado al arquero con la cabeza o cualquier otra parte del cuerpo que no sean sus pies, no se aplicará esta regla.
Hay que destacar el artículo 2 de la regla 13 del reglamento oficial FIFA, en donde se explica claramente que cuando el árbitro señale tiro libre indirecto dentro del área penal del adversario, el balón debe colocarse sobre la línea del área de meta paralela a la línea de fondo y lo más próxima a donde ocurrió la falta, es decir que es un error increíble que los árbitros coloquen el balón en el lugar de la falta, siendo que si la falta está muy cerca de la portería, vemos una maraña de jugadores rivales formar una barrera en la línea de fondo de la portería, lo cual no se podría respetar los 9,15m de distancia entre el balón y la barrera del rival. Esto se ve en todos los partidos y aún no se entiende cómo es posible cuando las reglas están muy claras.

### Tiro libre directo o indirecto a favor del equipo defensor
Todos los adversarios deberán encontrarse como mínimo a 9,15 m del balón
los que deberán permanecer fuera del área penal hasta que el balón esté en juego. El balón estará en juego apenas haya sido jugado con el pie directamente más allá del área penal. Un tiro libre concedido en el área de meta podrá ser lanzado de cualquier punto de dicha área

### Tiro libre fuera del área de penal
Se da cuando ocurre lo que se llama cesión; la cesión sucede cuando algún compañero de equipo le entrega el balón a su portero con el pie y el portero toca el balón con las manos. Será penalizado con tiro libre situando la pelota en el lugar donde se cometió la infracción.

## Contravenciones / sanciones
Si al ejecutar un tiro libre un adversario se encuentra más cerca del balón que la distancia reglamentaria, se repetirá el tiro. Asimismo, si el equipo defensor lanza un tiro libre jugado con el pie desde su propia área penal sin que el balón entre directamente en juego se repetirá el tiro.

### Tiro libre lanzado por cualquier jugador excepto el guardameta
Si el balón está en juego y el ejecutor del tiro toca por segunda vez el balón (excepto con sus manos) antes de que este haya tocado a otro jugador, se concederá un tiro libre indirecto al equipo contrario, que se lanzará desde el lugar donde se cometió la infracción.
Si el balón está en juego y el ejecutor del tiro toca intencionadamente el balón con las manos antes de que este haya tocado a otro jugador, se concederá un tiro libre directo al equipo contrario, que se lanzará desde el lugar donde se cometió la infracción o se concederá un tiro directo penal si la infracción se cometió dentro del área penal del ejecutor.
En la actualidad pueden verse a guardametas de algunos equipos lanzar tiros libres, tal vez porque son buenos haciéndolo o por el simple hecho de querer hacerlo y eso no indicará ninguna sanción para el equipo que ponga como lanzador a su guardametas. Hay guardametas que son famosos por haber marcado goles de tiro libre tales como el guardameta Marco Antonio Cornez que marcó 24 goles, Vincent Enyeama (24 goles), Hans-Jorg Butt que ha marcado 28 goles, Misael Alfaro que marcó 31 goles, Fernando Patterson que ha marcado 33 goles, Johnny Vegas que ha marcado 39 goles, Dimitar Ivankoc que ha marcado 40 goles, Jorge Campos que marcó 40 goles, René Higuita, el inventor del escorpión, marcó 41 goles, José Luis Chilavert que marcó 62 goles y Rogerio Ceni que marcó 101 goles.

### Tiro libre por infracción cometida por el guardameta
Si el balón está en juego y el guardameta toca por segunda vez el balón (excepto con sus manos) antes de que este haya tocado a otro jugador, se concederá un tiro libre indirecto al equipo contrario, que se lanzará desde el lugar donde se cometió la infracción.

## Elección del mejor ejecutor de tiros libres del mundo
El mejor ejecutor de tiros libres del mundo fue una elección promovida por la FIFA en el 2008; para decidirlo realizó una encuesta por Internet, en donde usuarios y lectores de todo el mundo podrían votar; entre los candidatos se destacaron los brasileños Ronaldinho, Juninho Pernambucano y Roberto Carlos, el portugués Cristiano Ronaldo, el argentino Lionel Messi, el inglés David Beckham, y el colombiano Rubén Bustos.

## Tiros libres famosos

### En partidos de selecciones
En la alta competencia internacional a nivel de selecciones nacionales de fútbol han quedado registrados tiros libres que han pasado a la historia, por la perfección de la ejecución o por su trascendencia para el mundo del fútbol. Los más emblemáticos son:
| #  | Año  | Jugador          | Selección | Oponente             | Lugar         | Competición                    |
| -- | ---- | ---------------- | --------- | -------------------- | ------------- | ------------------------------ |
| 1. | 1997 | Roberto Carlos   | Brasil    | Francia              | Lyon          | Partido amistoso               |
| 2. | 1966 | Garrincha        | Brasil    | Bulgaria             | Liverpool     | Copa Mundial de Fútbol de 1966 |
| 3. | 1978 | Teófilo Cubillas | Perú      | Escocia              | Córdoba       | Copa Mundial de Fútbol de 1978 |
| 4. | 1998 | Javier Zanetti   | Argentina | Inglaterra           | Saint-Etienne | Copa Mundial de Fútbol de 1998 |
| 5. | 1982 | Zico             | Brasil    | Escocia              | Sevilla       | Copa Mundial de Fútbol de 1982 |
| 6. | 1974 | Roberto Rivelino | Brasil    | Alemania Democrática | Hannover      | Copa Mundial de Fútbol de 1974 |
| 7. | 2002 | Ronaldinho       | Brasil    | Inglaterra           | Shizuoka      | Copa Mundial de Fútbol de 2002 |